# Lista över fornlämningar i Uppsala kommun (Västeråker)
Lista över fornlämningar i Uppsala kommun (Västeråker) är en förteckning av ett urval av de fornlämningar som finns i Västeråker i Uppsala kommun.
| Namn            | Lämningstyp                 | Tillkomsttid | Historisk indelning | Plats | Läge                 | ID-nr          | Bild                                      |
| --------------- | --------------------------- | ------------ | ------------------- | ----- | -------------------- | -------------- | ----------------------------------------- |
| Västeråker 1:1  | Grav- och boplatsområde     |              | Västeråker, Uppland |       | 59.748815, 17.512747 | 10029400010001 | Ladda upp en bild av detta fornminne      |
| Västeråker 2:1  | Gravfält                    |              | Västeråker, Uppland |       | 59.747664, 17.515260 | 10029400020001 | Ladda upp en bild av detta fornminne      |
| Västeråker 4:1  | Stensättning                |              | Västeråker, Uppland |       | 59.742448, 17.539326 | 10029400040001 | Ladda upp en bild av detta fornminne      |
| Västeråker 4:2  | Stensättning                |              | Västeråker, Uppland |       | 59.743014, 17.538969 | 10029400040002 | Ladda upp en bild av detta fornminne      |
| Västeråker 5:1  | Gravfält                    |              | Västeråker, Uppland |       | 59.741773, 17.536888 | 10029400050001 | Ladda upp en bild av detta fornminne      |
| Västeråker 6:1  | Röse                        |              | Västeråker, Uppland |       | 59.740519, 17.542474 | 10029400060001 | Ladda upp en bild av detta fornminne      |
| Västeråker 6:2  | Stensättning                |              | Västeråker, Uppland |       | 59.740951, 17.542771 | 10029400060002 | Ladda upp en bild av detta fornminne      |
| Västeråker 6:3  | Grav markerad av sten/block |              | Västeråker, Uppland |       | 59.741082, 17.542885 | 10029400060003 | Ladda upp en bild av detta fornminne      |
| Västeråker 6:4  | Stensättning                |              | Västeråker, Uppland |       | 59.741090, 17.542262 | 10029400060004 | Ladda upp en bild av detta fornminne      |
| Västeråker 7:1  | Stensättning                |              | Västeråker, Uppland |       | 59.738085, 17.541912 | 10029400070001 | Ladda upp en bild av detta fornminne      |
| Västeråker 7:2  | Stensättning                |              | Västeråker, Uppland |       | 59.738413, 17.542603 | 10029400070002 | Ladda upp en bild av detta fornminne      |
| Västeråker 7:3  | Stensättning                |              | Västeråker, Uppland |       | 59.738297, 17.542868 | 10029400070003 | Ladda upp en bild av detta fornminne      |
| Västeråker 9:1  | Gravfält                    |              | Västeråker, Uppland |       | 59.738979, 17.531457 | 10029400090001 | Ladda upp en bild av detta fornminne      |
| Västeråker 10:1 | Hög                         |              | Västeråker, Uppland |       | 59.738692, 17.528319 | 10029400100001 | Ladda upp en bild av detta fornminne      |
| Västeråker 10:2 | Stensättning                |              | Västeråker, Uppland |       | 59.738827, 17.528362 | 10029400100002 | Ladda upp en bild av detta fornminne      |
| Västeråker 12:1 | Stensättning                |              | Västeråker, Uppland |       | 59.746951, 17.524929 | 10029400120001 | Ladda upp en bild av detta fornminne      |
| Västeråker 12:2 | Stensättning                |              | Västeråker, Uppland |       | 59.746820, 17.524723 | 10029400120002 | Ladda upp en bild av detta fornminne      |
| Västeråker 12:3 | Stensättning                |              | Västeråker, Uppland |       | 59.747015, 17.525126 | 10029400120003 | Ladda upp en bild av detta fornminne      |
| Västeråker 13:1 | Stensättning                |              | Västeråker, Uppland |       | 59.745015, 17.524545 | 10029400130001 | Ladda upp en bild av detta fornminne      |
| Västeråker 15:1 | Runristning                 |              | Västeråker, Uppland |       | 59.752497, 17.509954 | 10029400150001 | Ladda upp en till bild av detta fornminne |
| Västeråker 15:2 | Runristning                 |              | Västeråker, Uppland |       | 59.752422, 17.509860 | 10029400150002 | Ladda upp en till bild av detta fornminne |
| Västeråker 16:1 | Gravfält                    |              | Västeråker, Uppland |       | 59.750073, 17.505821 | 10029400160001 | Ladda upp en bild av detta fornminne      |
| Västeråker 17:1 | Stensättning                |              | Västeråker, Uppland |       | 59.751120, 17.498366 | 10029400170001 | Ladda upp en bild av detta fornminne      |
| Västeråker 18:1 | Stensättning                |              | Västeråker, Uppland |       | 59.750887, 17.499477 | 10029400180001 | Ladda upp en bild av detta fornminne      |
| Västeråker 20:1 | Grav markerad av sten/block |              | Västeråker, Uppland |       | 59.749590, 17.509825 | 10029400200001 | Ladda upp en bild av detta fornminne      |
| Västeråker 21:1 | Gravfält                    |              | Västeråker, Uppland |       | 59.749616, 17.507270 | 10029400210001 | Ladda upp en bild av detta fornminne      |
| Västeråker 23:1 | Gravfält                    |              | Västeråker, Uppland |       | 59.743793, 17.516448 | 10029400230001 | Ladda upp en bild av detta fornminne      |
| Västeråker 24:1 | Gravfält                    |              | Västeråker, Uppland |       | 59.742068, 17.515674 | 10029400240001 | Ladda upp en bild av detta fornminne      |
| Västeråker 24:2 | Stensättning                |              | Västeråker, Uppland |       | 59.741586, 17.516314 | 10029400240002 | Ladda upp en bild av detta fornminne      |
| Västeråker 26:1 | Gravfält                    |              | Västeråker, Uppland |       | 59.740961, 17.508484 | 10029400260001 | Ladda upp en bild av detta fornminne      |
| Västeråker 27:1 | Gravfält                    |              | Västeråker, Uppland |       | 59.737454, 17.507903 | 10029400270001 | Ladda upp en bild av detta fornminne      |
| Västeråker 28:1 | Hög                         |              | Västeråker, Uppland |       | 59.736258, 17.508066 | 10029400280001 | Ladda upp en bild av detta fornminne      |
| Västeråker 30:1 | Gravfält                    |              | Västeråker, Uppland |       | 59.735473, 17.507028 | 10029400300001 | Ladda upp en bild av detta fornminne      |
| Västeråker 31:1 | Gravfält                    |              | Västeråker, Uppland |       | 59.736915, 17.499465 | 10029400310001 | Ladda upp en bild av detta fornminne      |
| Västeråker 32:1 | Gravfält                    |              | Västeråker, Uppland |       | 59.736212, 17.502238 | 10029400320001 | Ladda upp en bild av detta fornminne      |
| Västeråker 33:1 | Gravfält                    |              | Västeråker, Uppland |       | 59.740010, 17.490546 | 10029400330001 | Ladda upp en bild av detta fornminne      |
| Västeråker 34:1 | Gravfält                    |              | Västeråker, Uppland |       | 59.737969, 17.492483 | 10029400340001 | Ladda upp en bild av detta fornminne      |
| Västeråker 35:1 | Stensättning                |              | Västeråker, Uppland |       | 59.735845, 17.490199 | 10029400350001 | Ladda upp en bild av detta fornminne      |
| Västeråker 35:2 | Stensättning                |              | Västeråker, Uppland |       | 59.735801, 17.490417 | 10029400350002 | Ladda upp en bild av detta fornminne      |
| Västeråker 36:1 | Stensättning                |              | Västeråker, Uppland |       | 59.754584, 17.507041 | 10029400360001 | Ladda upp en bild av detta fornminne      |
| Västeråker 37:1 | Gravfält                    |              | Västeråker, Uppland |       | 59.755943, 17.503034 | 10029400370001 | Ladda upp en bild av detta fornminne      |
| Västeråker 39:1 | Hög                         |              | Västeråker, Uppland |       | 59.757866, 17.501604 | 10029400390001 | Ladda upp en bild av detta fornminne      |
| Västeråker 40:1 | Stensättning                |              | Västeråker, Uppland |       | 59.758056, 17.502648 | 10029400400001 | Ladda upp en bild av detta fornminne      |
| Västeråker 40:2 | Stensättning                |              | Västeråker, Uppland |       | 59.758153, 17.502644 | 10029400400002 | Ladda upp en bild av detta fornminne      |
| Västeråker 43:1 | Gravfält                    |              | Västeråker, Uppland |       | 59.762934, 17.500095 | 10029400430001 | Ladda upp en bild av detta fornminne      |
| Västeråker 44:1 | Gravfält                    |              | Västeråker, Uppland |       | 59.744422, 17.485258 | 10029400440001 | Ladda upp en bild av detta fornminne      |
| Västeråker 45:1 | Gravfält                    |              | Västeråker, Uppland |       | 59.743824, 17.483451 | 10029400450001 | Ladda upp en bild av detta fornminne      |
| Västeråker 46:1 | Hög                         |              | Västeråker, Uppland |       | 59.746400, 17.484820 | 10029400460001 | Ladda upp en bild av detta fornminne      |
| Västeråker 47:1 | Gravfält                    |              | Västeråker, Uppland |       | 59.751004, 17.486081 | 10029400470001 | Ladda upp en bild av detta fornminne      |
| Västeråker 48:1 | Stensättning                |              | Västeråker, Uppland |       | 59.750036, 17.489704 | 10029400480001 | Ladda upp en bild av detta fornminne      |
| Västeråker 48:2 | Stensättning                |              | Västeråker, Uppland |       | 59.749980, 17.490000 | 10029400480002 | Ladda upp en bild av detta fornminne      |
| Västeråker 49:1 | Stensättning                |              | Västeråker, Uppland |       | 59.754154, 17.476921 | 10029400490001 | Ladda upp en bild av detta fornminne      |
| Västeråker 49:2 | Stensättning                |              | Västeråker, Uppland |       | 59.754042, 17.477086 | 10029400490002 | Ladda upp en bild av detta fornminne      |
| Västeråker 50:1 | Stensättning                |              | Västeråker, Uppland |       | 59.752475, 17.486912 | 10029400500001 | Ladda upp en bild av detta fornminne      |
| Västeråker 51:1 | Stensättning                |              | Västeråker, Uppland |       | 59.759126, 17.485169 | 10029400510001 | Ladda upp en bild av detta fornminne      |
| Västeråker 52:1 | Runristning                 |              | Västeråker, Uppland |       | 59.759512, 17.486275 | 10029400520001 | Ladda upp en till bild av detta fornminne |
| Västeråker 57:2 | Stensättning                |              | Västeråker, Uppland |       | 59.762669, 17.489234 | 10029400570002 | Ladda upp en bild av detta fornminne      |
| Västeråker 58:1 | Gravfält                    |              | Västeråker, Uppland |       | 59.761990, 17.490226 | 10029400580001 | Ladda upp en bild av detta fornminne      |
| Västeråker 59:1 | Stensättning                |              | Västeråker, Uppland |       | 59.753970, 17.496966 | 10029400590001 | Ladda upp en bild av detta fornminne      |
| Västeråker 59:2 | Stensättning                |              | Västeråker, Uppland |       | 59.753772, 17.496819 | 10029400590002 | Ladda upp en bild av detta fornminne      |
| Västeråker 59:3 | Stensättning                |              | Västeråker, Uppland |       | 59.753861, 17.496815 | 10029400590003 | Ladda upp en bild av detta fornminne      |
| Västeråker 60:1 | Gravfält                    |              | Västeråker, Uppland |       | 59.754302, 17.496167 | 10029400600001 | Ladda upp en bild av detta fornminne      |
| Västeråker 61:1 | Gravfält                    |              | Västeråker, Uppland |       | 59.756551, 17.492275 | 10029400610001 | Ladda upp en bild av detta fornminne      |
| Västeråker 62:1 | Stensättning                |              | Västeråker, Uppland |       | 59.755794, 17.490019 | 10029400620001 | Ladda upp en bild av detta fornminne      |
| Västeråker 62:2 | Hög                         |              | Västeråker, Uppland |       | 59.755544, 17.490760 | 10029400620002 | Ladda upp en bild av detta fornminne      |
| Västeråker 62:3 | Stensättning                |              | Västeråker, Uppland |       | 59.755452, 17.490770 | 10029400620003 | Ladda upp en bild av detta fornminne      |
| Västeråker 62:4 | Stensättning                |              | Västeråker, Uppland |       | 59.755544, 17.491024 | 10029400620004 | Ladda upp en bild av detta fornminne      |
| Västeråker 67:1 | Stensättning                |              | Västeråker, Uppland |       | 59.736602, 17.503458 | 10029400670001 | Ladda upp en bild av detta fornminne      |
| Västeråker 67:2 | Stensättning                |              | Västeråker, Uppland |       | 59.736494, 17.503485 | 10029400670002 | Ladda upp en bild av detta fornminne      |
| Västeråker 68:1 | Gravfält                    |              | Västeråker, Uppland |       | 59.737601, 17.530748 | 10029400680001 | Ladda upp en bild av detta fornminne      |
| Västeråker 69:1 | Stensättning                |              | Västeråker, Uppland |       | 59.737785, 17.524964 | 10029400690001 | Ladda upp en bild av detta fornminne      |
| Västeråker 69:2 | Stensättning                |              | Västeråker, Uppland |       | 59.737896, 17.524873 | 10029400690002 | Ladda upp en bild av detta fornminne      |
| Västeråker 70:1 | Gravfält                    |              | Västeråker, Uppland |       | 59.743538, 17.493682 | 10029400700001 | Ladda upp en bild av detta fornminne      |
| Västeråker 73:1 | Stensättning                |              | Västeråker, Uppland |       | 59.757895, 17.481434 | 10029400730001 | Ladda upp en bild av detta fornminne      |
| Västeråker 74:1 | Stensättning                |              | Västeråker, Uppland |       | 59.758778, 17.483406 | 10029400740001 | Ladda upp en bild av detta fornminne      |
| Västeråker 74:2 | Stensättning                |              | Västeråker, Uppland |       | 59.758815, 17.483568 | 10029400740002 | Ladda upp en bild av detta fornminne      |
| Västeråker 75:1 | Stensättning                |              | Västeråker, Uppland |       | 59.744865, 17.468126 | 10029400750001 | Ladda upp en bild av detta fornminne      |
| Västeråker 76:1 | Stensättning                |              | Västeråker, Uppland |       | 59.753742, 17.489360 | 10029400760001 | Ladda upp en bild av detta fornminne      |
| Västeråker 77:1 | Stensättning                |              | Västeråker, Uppland |       | 59.752727, 17.486146 | 10029400770001 | Ladda upp en bild av detta fornminne      |
| Västeråker 80:1 | Stensättning                |              | Västeråker, Uppland |       | 59.758981, 17.486575 | 10029400800001 | Ladda upp en bild av detta fornminne      |
| Västeråker 85:1 | Stensättning                |              | Västeråker, Uppland |       | 59.757783, 17.508154 | 10029400850001 | Ladda upp en bild av detta fornminne      |
| Västeråker 90:1 | Hällristning                |              | Västeråker, Uppland |       | 59.761782, 17.502195 | 10029400900001 | Ladda upp en bild av detta fornminne      |
| Västeråker 91:1 | Hällristning                |              | Västeråker, Uppland |       | 59.759364, 17.510252 | 10029400910001 | Ladda upp en bild av detta fornminne      |
| Västeråker 92:1 | Hällristning                |              | Västeråker, Uppland |       | 59.761130, 17.507641 | 10029400920001 | Ladda upp en bild av detta fornminne      |